# Sædding Sogn
Sædding Sogn er et sogn i Skjern Provsti (Ribe Stift).
I 1800-tallet var Sædding Sogn anneks til Bølling Sogn. Begge sogne hørte til Bølling Herred i Ringkøbing Amt. Bølling-Sædding sognekommune blev ved kommunalreformen i 1970 indlemmet i Skjern Kommune, der ved strukturreformen i 2007 indgik i Ringkøbing-Skjern Kommune.
I Sædding Sogn ligger Sædding Kirke.
I sognet findes følgende autoriserede stednavne:
- Galgehøj (areal)
- Grønne (bebyggelse)
- Højestehøj (areal)
- Rækker Mølle (bebyggelse)
- Slumstrup (bebyggelse, ejerlav)
- Slumstrup Mark (bebyggelse)
- Stensig (bebyggelse, ejerlav)
- Stensigvej (bebyggelse)
- Sædding (bebyggelse, ejerlav)
- Sædding Hede (bebyggelse)